# Гонсалес, Рахим
Рахим «Робби» Гонсалес (англ. Rahim Gonzales; род. 4 августа 1996, США) — американский боксёр-любитель, выступающий в полутяжёлой весовой категории. Член сборной США по боксу, чемпион мира (2021), Панамериканский чемпион (2022), двукратный чемпион США (2018, 2019), многократный победитель и призёр международных и национальных турниров в любителях.

## Биография
Родился 4 августа 1996 года в США.

## Любительская карьера

### 2017—2019 годы
В декабре 2017 года стал бронзовым призёром чемпионата США в среднем весе до 75 кг, где он в полуфинале по очкам проиграл Трою Айсли.
А в 2018 и в 2019 годах — дважды подряд становился чемпионом США в полутяжёлом весе до 81 кг.

### 2021 год
В начале ноября 2021 года в Белграде (Сербия) стал чемпионом мира, в полутяжёлой весовой категории (до 80 кг). Где он в 1/16 финала соревнований по очкам решением большинства судей (счёт: 4:1) победил индийского боксёра Сачина Кумара, затем в 1/8 финала соревнований — в конкурентном бою по очкам (счёт: 3:2) победил опытного узбекского боксёра Одилжона Аслонова, в четвертьфинале по очкам единогласным решением судей (счёт: 5:0) победил киргиза Омурбека Бекжигита уулу, в полуфинале по очкам раздельным решением судей (счёт: 3:2) победил опытного россиянина выступающего за Сербию Владимира Мирончикова, и в финале по очкам вновь раздельным решением судей (счёт: 3:2) победил белоруса Алексея Алфёрова.

### 2022—2023 годы
В марте 2022 года стал победителем на 13-м Панамериканском чемпионате в весе до 80 кг, который прошёл в Гуаякиле (Эквадор), где он в финале победил бразильца Исайяса Рибейро Фильо.
В феврале 2023 года стал победителем представительного международного турнира «Странджа» проходившего в Софии (Болгария), в весе до 80 кг, где он в финале по очкам победил армянского боксёра Амбарцума Акопяна.